# Maxi Witrak
Maxi Witrak (* in Seattle) ist eine US-amerikanische Schauspielerin, Filmproduzentin, Filmregisseurin, Drehbuchautorin und Sängerin.

## Leben
Witrak kommt gebürtig aus Seattle. 2012 erlangte sie ihren Bachelor of Arts an der Johns Hopkins University. Nach ihrer Zeit in Baltimore lebte sie einige Zeit in New York City, ehe sie nach Los Angeles zog. Sie debütierte 2014 als Darstellerin in mehreren Kurzfilmen als Filmschauspielerin. Bereits im selben Jahr fungierte sie im Kurzfilm B+ zusätzlich als Drehbuchautorin. 2015 hatte sie unter anderen Episodenrollen in den Serien Fatales Vertrauen – Dem Mörder so nah und Reich und Schön inne. 2020 verkörperte sie in sechs Episoden der Fernsehserie Stage Fright die Rolle der Schulleiterin Chloe. Im selben Jahr veröffentlichte sie mit Mik Berthet unter dem Namen Mik & Maxi das Musikvideo zum Song Dream. Außerdem stellte sie 2020 unter anderen die Rolle der Steph im Film Sex and the Future dar. 2022 übernahm sie im Mockbuster vom Filmstudio The Asylum Shark Side of the Moon eine der Hauptrollen als Commander Nicole Tress, die eine Rettungsmission auf dem Mond anführt.

## Filmografie (Auswahl)

### Schauspiel
- 2014 Seeking Mr. Brown (Kurzfilm)
- 2014 Trois Like It Hot (Kurzfilm)
- 2014 Office Cukkeltics (Kurzfilm)
- 2014 Office Cukkeltics the Game (Kurzfilm)
- 2014: B+ (Kurzfilm)
- 2015: Fatales Vertrauen – Dem Mörder so nah (Unusual Suspects, Fernsehdokuserie, Episode 7x08)
- 2015: The Wasp News (Fernsehserie, Episode 1x07)
- 2015: Reich und Schön (The Bold and the Beautiful, Fernsehserie, Episode 1x7079)
- 2015: Blazing Saddles (Kurzfilm)
- 2015: Constellation 13 Wolves (Kurzfilm)
- 2016: Monitor (Kurzfilm)
- 2017: Post-Modern Art (Kurzfilm)
- 2017: Visage
- 2017: Bed (Kurzfilm)
- 2017: My Crazy Ex (Fernsehserie)
- 2018: Relief (Kurzfilm)
- 2018: Zombie Girl Go Boom Boom (Kurzfilm)
- 2019: Sarah (Kurzfilm)
- 2019: Back to the 80's (Kurzfilm)
- 2019: 2morrow
- 2019: Pizza Therapy (Kurzfilm)
- 2020: Ladies Night Live! (Fernsehserie, Episode 1x02)
- 2020: Sex and the Future
- 2020: Quaranteam (Kurzfilm)
- 2020: Zoom News (Kurzfilm)
- 2020: The Flirt (Kurzfilm, Sprechrolle)
- 2020: Not From Around Here (Fernsehserie, Episode 1x08)
- 2020: Stage Fright (Fernsehserie, 6 Episoden)
- 2020: All Done! (Kurzfilm)
- 2021: Mik and Maxi: Escape Room (Kurzfilm)
- 2021: Hidden Valley Place (Kurzfilm)
- 2022: Power to the Punchline Presents (Fernsehserie)
- 2022: Maggie (Fernsehserie, Episode 1x02)
- 2022: Shark Side of the Moon
- 2022: Romanova (Kurzfilm)
- 2023: Doomsday Meteor
- 2024: Shrinking (Fernsehserie, Episode 2x05)

### Produktion
- 2015: Blazing Saddles (Kurzfilm)
- 2017: Bed (Kurzfilm)
- 2018: Relief (Kurzfilm)
- 2019: Train Traks with Maxi Witrak (Fernsehserie, 11 Episoden)
- 2021: Mik and Maxi: Escape Room (Kurzfilm)

### Drehbuch
- 2014: B+ (Kurzfilm)
- 2015: Blazing Saddles (Kurzfilm; auch Regie)
- 2017: Bed (Kurzfilm; auch Regie)
- 2018: Relief (Kurzfilm; auch Regie)
- 2020: Ladies Night Live! (Fernsehserie, Episode 1x02)
- 2021: Mik and Maxi: Escape Room (Kurzfilm)
- 2022: Power to the Punchline Presents (Fernsehserie, 1 Episode)